# 护国随粮王庙
护国随粮王庙位于浙江省嘉兴市嘉善县西塘镇朝南埭社区塔湾街139号。
护国随粮王庙始建于明末，原在祈塘坝小桥北堍，民国十二年(1923年)移至此处新建。坐北朝南, 占地1577平方米，前后二进，分别为山门（面阔三间）和大殿（面阔五间）。
2011年1月7日，护国随粮王庙作为西塘建筑群的子项，公布为第六批浙江省文物保护单位。